# Eric Till
Pour les articles homonymes, voir Till.
Eric Till est un réalisateur et producteur britannique né à Londres le 2 novembre 1929.

## Filmographie

### comme réalisateur
- 1960 : Festival (série télévisée)
- 1960 : The Unforeseen (série télévisée)
- 1963 : The Forest Rangers (série télévisée)
- 1964 : Bitter Weird (TV)
- 1965 : Seaway (en) (série télévisée)
- 1968 : A Great Big Thing
- 1968 : Chauds, les millions (Hot Millions)
- 1970 : The Walking Stick
- 1972 : Journal d'un fan (A Fan's Notes)
- 1974 : The National Dream: Building the Impossible Railway (feuilleton TV)
- 1974 : Back to Beulah (TV)
- 1975 : It Shouldn't Happen to a Vet
- 1979 : Wild Horse Hank
- 1979 : Mary and Joseph: A Story of Faith (TV)
- 1979 : An American Christmas Carol (TV)
- 1981 : Improper Channels (en)
- 1982 : If You Could See What I Hear
- 1982 : Shocktrauma (TV)
- 1983 : Gentle Sinners
- 1983 : A Case of Libel (TV)
- 1983 : Fraggle Rock (série télévisée)
- 1983 : Le Voyageur (The Hitchhiker) (série télévisée)
- 1985 : Turning to Stone (TV)
- 1985 : The Cuckoo Bird (TV)
- 1985 : Bridge to Terabithia
- 1986 : The Christmas Toy (TV)
- 1987 : A Nest of Singing Birds
- 1987 : A Muppet Family Christmas (TV)
- 1988 : Glory Enough for All (en) (TV)
- 1989 : Marie et sa bande (The Challengers) (TV)
- 1990 : Scales of Justice (série télévisée)
- 1990 : Getting Married in Buffalo Jump (TV)
- 1990 : Clarence (TV)
- 1992 : Farther West
- 1992 : Oh, What a Night
- 1992 : The Trial of Red Riding Hood (TV)
- 1992 : Disparitions sanglantes ou Le Meurtrier de l'Illinois (To Catch a Killer) (TV)
- 1993 : Lifeline to Victory (TV)
- 1993 : Final Appeal (TV)
- 1994 : Small Gifts (TV)
- 1994 : Troublante vérité (Voices from Within) (TV)
- 1995 : Falling for You (TV)
- 1995 : When the Vows Break (TV)
- 1996 : Golden Will: The Silken Laumann Story (TV)
- 1996 : FX, effets spéciaux ("F/X: The Series") (série télévisée)
- 1996 : Murder at My Door (TV)
- 1997 : Pit Pony (TV)
- 1999 : The Girl Next Door (TV)
- 1999 : Win, Again! (TV)
- 2000 : Bonhoeffer: Agent of Grace (+ scénariste)
- 2002 : Duct Tape Forever
- 2003 : Luther
- 2003 : 72 Hours (série télévisée)

### comme producteur
- 1963 : The Other Man (feuilleton TV)
- 1964 : Bitter Weird (TV)
- 1971 : Talking to a Stranger (feuilleton TV)
- 1982 : If You Could See What I Hear